# Saulges
Saulges es una población y comuna francesa, en la región de Países del Loira, departamento de Mayenne, en el distrito de Laval y cantón de Meslay-du-Maine.

## Arquitectura

### Iglesias
- Oratorio de san Céneré
- Iglesia de san Pedro

## Demografía
| 521 | 487 | 401 | 348 | 333 | 334 |
| Para los censos de 1962 a 1999 la población legal corresponde a la población sin duplicidades (Fuente: INSEE [Consultar]) |     |     |     |     |     |